# San Ricardo
San Ricardo is een gemeente in de Filipijnse provincie Southern Leyte op het eiland Panaon. Bij de laatste census in 2007 had de gemeente ruim 9 duizend inwoners.

## Geografie

### Bestuurlijke indeling
San Ricardo is onderverdeeld in de volgende 15 barangays:
| - Benit - Bitoon - Cabutan - Camang - Esperanza - Esperanza Dos - Inolinan - Kinachawa | - Looc - Pinut-an - Poblacion - San Antonio - San Ramon - Saub - Timba |

## Demografie
San Ricardo had bij de census van 2007 een inwoneraantal van 9.490 mensen. Dit zijn 526 mensen (5,9%) meer dan bij de vorige census van 2000. De gemiddelde jaarlijkse groei komt daarmee uit op 0,79%, hetgeen lager is dan het landelijk jaarlijks gemiddelde over deze periode (2,04%). Vergeleken met de census van 1995 is het aantal mensen met 1.621 (20,6%) toegenomen.

De bevolkingsdichtheid van San Ricardo was ten tijde van de laatste census, met 9.490 inwoners op 47,56 km², 199,5 mensen per km².